# 玉村町立玉村中学校
玉村町立玉村中学校（たまむらちょうりつ たまむらちゅうがっこう）は、群馬県佐波郡玉村町にある公立中学校。

## 沿革
- 1947年 - 上陽村立上陽中学校、玉村町立玉村中学校、芝根村立芝根中学校創立。
- 1955年 - 芝根村と玉村町が合併し、芝根中学校が玉村町立芝根中学校と称す。
- 1957年 - 上陽村と玉村町が合併し、上陽中学校が玉村町立上陽中学校と称す。
- 1968年 - 統合し玉村町立玉村中学校と称す。
- 1970年 - 新校舎移転。

## 通学区域
- 小泉・下之宮・箱石・南玉・福島・斉田・板井・上福島・樋越・飯塚・藤川[1]

## 校区
- 玉村町立玉村小学校
- 玉村町立上陽小学校
- 玉村町立芝根小学校
- 玉村町立中央小学校

## 出身著名人
- 宮下兼史鷹（宮下草薙）